# Timothée Atouba
Timothée Atouba est un ancien footballeur international camerounais né le 17 février 1982 à Douala. Il évoluait au poste d'arrière gauche.

## Biographie
Né à Douala au Cameroun le 17 février 1982, il mesure aujourd'hui 1,91 m pour 79 kg.
Révélé en Suisse et en Europe grâce à la prestation de Bâle en ligue des champions, et après une très bonne coupe des confédérations, il quitte Bâle pour un club plus ambitieux. Le Paris Saint-Germain est sur l'affaire, mais c'est en Angleterre à Tottenham qu'il décide de jouer.
Choix peu fructueux, il décide de s'envoler en Allemagne ou il retrouve plus de temps de jeu dans son nouveau club : le Hambourg SV. Il rejoint l'Ajax Amsterdam en juillet 2009, où il retrouve son ancien entraîneur à Hambourg, Martin Jol.
Le 15 mai 2012, Atouba réalise un essai avec l'Impact de Montréal, équipe canadienne de MLS.

## Palmarès
- 40 sélections en équipe du Cameroun.
- Vainqueur de la Coupe d'Afrique des nations 2000 avec l'équipe du Cameroun.
- Finaliste de la Coupe d'Afrique des nations 2008 avec l'équipe du Cameroun.
- Finaliste de la Coupe des confédérations 2003 avec l'équipe du Cameroun.
- Champion de Suisse en 2002 et 2004 avec le FC Bâle.
- Vainqueur de la Coupe de Suisse en 2002 et 2003 avec le FC Bâle.
- champion des pays bas en 2011 et vainqueur de la coupe des pays bas en 2010.